# لیو بک
لیو بک (انگلیسی: Lew Beck; ۱۹ آوریل ۱۹۲۲ – ۲۵ آوریل ۱۹۷۰) بازیکن بسکتبال اهل ایالات متحده آمریکا بود.
وی در مسابقات کشوری و بین‌المللی در مجموع برندهٔ ۱ مدال طلا شده‌است.